# 콜러노비타
노비타는 대한민국의 소형가전제품을 생산하는 기업이다. 1984년 삼성전자 자회사인 ㈜한일가전으로 처음 설립된 이후, 일본의 조지루시 사와 제휴하여 전기보온밥솥을 개발, 생산하였으며, 이후 믹서기, 식기건조기, 전화기, 가습기, 비데 등도 생산한다. 1998년 이태리어로 ‘새롭다’라는 의미인 ‘노비타’로 법인명을 바꾸었다. 

## 역사
- 1984.11 한일가전㈜ 법인 설립
- 1996. 국제 품질 경영 시스템 (ISO 9001) 인증취득
- 1996.03 비데 개발, 생산 시작
- 1998.10 법인명 변경 (노비타㈜)
- 2012.02 법인명 변경 (콜러노비타㈜)

## 주요 제품
- BD-N400 Series
- BD-N500 Series
- BD-N300 Series